# 1650-ті

## Події

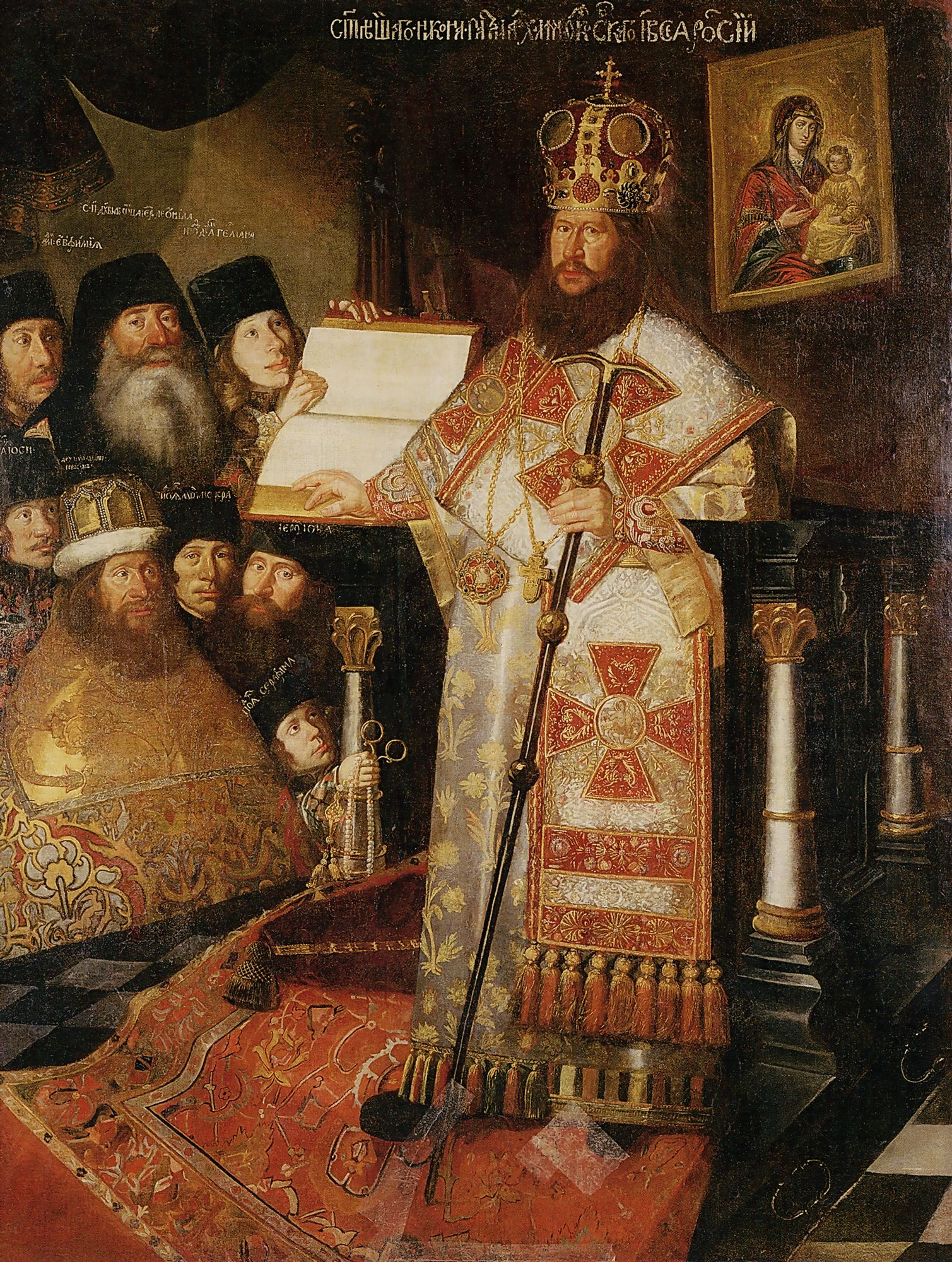
Никон. Парсуна

- 1652 — новим патріархом було обрано Никона, особистого друга царя.
- 1653  — у Пруссії заснована перша кадетська школа.
- 1653 — Земський собор 1653, що ухвалив рішення про приєднання України до Росії, став останнім собором, скликаним у повному складі за роки правління Олексія Михайловича.
- 1657–59 — повстання на Лівобережній Україні під проводом М. Пушкаря і Я. Барабаша проти І. Виговського;
- Кривавий «Потоп» 1654—1667